# Anaysi Hernández
Anaysi Hernández (30 agosto 1981) è una judoka cubana, vincitrice della medaglia d'argento nei 70 kg alle Olimpiadi di Pechino 2008.

## Palmarès
- Giochi olimpici

Atene 2004: partecipazione nei 70 kg.
Pechino 2008: argento nei 70 kg.
- Campionati mondiali di judo

Monaco di Baviera 2001: bronzo nei 63 kg.
- Campionati panamericani di judo

2001 - Córdoba: argento nella categoria 63 kg.
2002 - Santo Domingo: oro nella categoria 63 kg.
2004 - Isla Margarita: oro nella categoria 70 kg.